# Miramas
 Miramas  (en occitano Miramàs) es una comuna (municipio) de Francia, en la región de Provenza-Alpes-Costa Azul, departamento de Bocas del Ródano, en el distrito y cantón de Istres Norte. Aunque agrupa a más de dos tercios de la población cantonal, la cabecera del mismo es Istres.
Su población en el censo de 2007 era de 25 257 habitantes, mientras que la de su aglomeración urbana era de 32 603.
Está integrada en el Syndicat d’agglomération nouvelle Ouest Provence.

## Demografía
| 416 | 376 | 391 | 489 | 585 | 498 | 858 | 669 | 734 | 918 | 1 057 | 1 170 | 1 040 | 1 250 | 1 318 | 1 520 | 2 129 | 2 324 | 2 487 | 2 975 | 5 065 | 5 161 | 5 922 | 6 594 | 7 310 | 8 325 | 9 943 | 10 544 | 15 585 | 20 414 | 21 602 | 22 526 | 25 257 |
| Para los censos de 1962 a 1999 la población legal corresponde a la población sin duplicidades (Fuente: INSEE [Consultar]) |     |     |     |     |     |     |     |     |     |       |       |       |       |       |       |       |       |       |       |       |       |       |       |       |       |       |        |        |        |        |        |        |